# Кацер-Бучковская, Наталья Владимировна
Наталия Владимировна Кацер-Бучковская (15 марта 1983, г. Бучач, Тернопольская область, Украина) — украинский политик, экономист, эксперт в области энергетики и охраны окружаюзей среды. Сооснователь и директор Украинского Фонда Устойчивого Развития Архивная копия от 16 июня 2020 на Wayback Machine, а также советник по вопросам энергетики и инвестиций в Украинском институте будущего Архивная копия от 16 июня 2020 на Wayback Machine. В 2014-2019 годах была депутатом Верховной Рады Украины VIII созыва от политической партии «Народный Фронт». Во время работы в Парламенте, была председателем межфракционного депутатского объединения «Привлечение и защита инвестиций», координатором межфракционного объединения «Еврооптимисты», председателем подкомитета устойчивого развития Комитета топливно-энергетического комплекса, ядерной политики и ядерной безопасности Архивная копия от 5 октября 2019 на Wayback Machine, руководителем групп по межпарламентским связям с Королевством Нидерландов и Мексиканскими Соединенными Штатами.

## Биография
Родилась 15 марта 1983 в г. Бучаче Тернопольской области в Украине. В 2005 году окончила юридический факультет Львовского национального университета им. И. Франко. В студенческие годы Наталия была активным участником общественной жизни, в частности, была председателем студенческого совета юридического факультета, представителем курса в профбюро и главным редактором международного альманаха «Vivat Justitia!» Архивная копия от 1 февраля 2020 на Wayback Machine.
В 2010 году, желая углубить свой опыт в международных правовых и экономических отношениях, Наталия подала заявку на участие в Программе Всемирных Студий Фонда Виктора Пинчука и получила стипендию на изучение права и экономики в Университетском колледже Лондона. Освоив направления финансов, права и экономики регулируемых рынков (нефти и газа, электричества, телекоммуникаций, инфраструктуры), Наталия успешно получила дипломом магистра в 2011 году.
В ноябре 2018 года Наталия зарегистрировалась в программе Исполнительного Лидерства в Школе государственного управления им. Джона Кеннеди. Она уже окончила курсы «Новые лидеры» и «Руководители высшего звена по национальной и международной безопасности» и сейчас проходит курс «Руководство экономическим ростом». Наталия Кацер-Бучковская получит сертификат по специальности государственной политики летом 2020 года.
Наталия свободно владеет английским языком, знает французский и русский языки.

## Ранняя карьера
Наталия Кацер-Бучковская имеет 15 лет профессионального стажа. До своего вступления в Парламент в 2014 году Наталия занимала несколько руководящих должностей в юридических и инвестиционных компаниях:
2005-2008 гг. — юрисконсульт, ведущий специалист контрольно-ревизионной комиссии и специалист отдела международных отношений ряда украинских юридических компаний;
2007-2008 гг. — начальник юридического отдела муниципального предприятия "Киевреклама";
2008-2013 гг. — руководитель департамента корпоративных инвестиций группы компаний DeVision, B&S Holding;
2013-2014 гг. — директор инвестиционной консалтинговой компании KCG;
2013-2014 — аналитик рынка энергетики в The European Sting (Брюссель, Бельгия).

## Работа в парламенте
Осенью 2014 года на внеочередных выборах в Верховную Раду Украины Наталия Кацер-Бучковская была избрана народным депутатом 8-го созыва в качестве представителя партии "Народный Фронт" (№ 54 в списке избирателей). Основная цель Наталии в Парламенте состояла в том, чтобы применить свои профессиональные знания и опыт для стимулирования энергетических реформ в Украине, защиты национальных интересов Украины, а также для оказания помощи стране в привлечении международных инвестиций.
В декабре 2014 года Наталия стала главой Подкомитета по устойчивому развитию, стратегии и инвестициям при Комитете по топливно-энергетическому комплексу, ядерной политике и ядерной безопасности. Работая в Комитете, депутат Кацер-Бучковская являлась соавтором 49 законопроектов и 19 законов, в том числе новаторских законов «О рынке природного газа», «О национальной комиссии по энергетике и коммунальным услугам», «О рынке электроэнергии» и «Об основах государственной политики в области энергетической безопасности». Эти шаги были решающими для обеспечения энергетической независимости Украины.
В течение своей депутатской службы Наталия возглавляла межфракционные союзы "Привлечение и защита инвестиций", "Зеленая энергия перемен" и "Еврооптимисты". Она также возглавляла межпарламентские группы по связям с Королевством Нидерландов и Мексикой, а также участвовала в работе групп по связям с Великобританией, Швецией, Литвой, Японией и Швейцарией.
Кроме того, будучи членом парламента, Наталия постоянно поддерживала общину своего родного города Бучач. Она инициировала и организовала сбор средств на реконструкцию местного дома престарелых и строительство детского сада в соседней деревне. Наталия много внимания уделяла привлечению инвестиций в Тернопольскую область в целом для создания новых рабочих мест, а также для реализации проектов в области энергоэффективности и возобновляемых источников энергии.
В июле 2019 года Наталия Кацер-Бучковская приняла участие в новых парламентских выборах в Украине в 2019 году под номером 13 политической партии «Украинская Стратегия». Однако партии не удалось выиграть ни одного места в парламенте.

## Новые проекты
В 2019 году, после ухода из Верховной Рады Украины, Наталия Кацер-Бучковская стала советником по энергетике и инвестициям в Украинском институте будущего Архивная копия от 16 июня 2020 на Wayback Machine — одном из главных аналитических центров страны, разрабатывающем решения насущных экономических и политических проблем. Возглавляя исследовательскую группу по развитию рынка СПГ, Наталия исследует возможности и последствия увеличения пропускной способности газопроводов со странами ЕС, оценивает потенциальную конкурентоспособность поставок СПГ и обрисовывает потенциальную роль поставок СПГ для энергетической безопасности Украины. Кроме того, Наталия анализирует наличие альтернативных вариантов поставок газа. Она также отвечает за международные отношения Института.
В 2020 году вместе с Остапом Семераком, бывшим министром экологии и природных ресурсов Украины, Наталия Кацер-Бучковская соучредила Украинский Фонд Устойчивого Развития Архивная копия от 16 июня 2020 на Wayback Machine — новую платформу для ответственных инвестиций. UASIF предназначен для поддержки экологически чистых предприятий, таких как ветряные электростанции, экологически чистый транспорт, солнечные фотоэлектрические системы, небольшие гидроэлектростанции, установки на биомассе, чистая вода и технологии хранения энергии. Команда также вкладывает время и ресурсы в стратегическое развитие современных видов экологически чистой энергии, таких как водород, малая атомная энергетика и СПГ. Фонд расширяет устойчивый поток финансовых средств в Украину, помогает в достижении Парижского соглашения и Целей устойчивого развития, сокращает выбросы CO2 в Украине, а также обеспечивает долгосрочную и устойчивую прибыль для инвесторов.

## Публичность
Наталия Кацер-Бучковская представляет Украину на международном уровне как активный участник мероприятий, имеющих целью усиление позиций Украины в мире, защиту национальных интересов и привлечение инвестиций.
Является желанным гостем и докладчиком на многочисленных национальных и международных конференциях и семинарах. Некоторые из мероприятий, которые она регулярно посещает, включают Всемирный экономический форум, Bloomberg New Energy Finance, Всемирный саммит по энергетике будущего, Ялтинскую европейскую стратегию и Международный форум по возобновляемой энергии.
Кроме того, Наталия Кацер-Бучковская является известным автором-аналиком по вопросам энергетической безопасности, дипломатии, миротворчества и постконфликтного урегулирования. Её статьи были опубликованы Financial Times, Atlantic Council, European Sting и KyivPost. Доклады Наталии также цитировали Bloomberg и Forbes.

## Семья
Замужем, воспитывает двоих сыновей.

## Публикации
1. The tipping points of Ukrainian gas production Архивная копия от 30 декабря 2021 на Wayback Machine. KyivPost, 2020.
2. Why LNG is a regional energy security solution. KyivPost, 2020.
3. Urgent issues for Ukraine’s energy security. KyivPost, 2019.
4. Unlocking LNG’s Black Sea potential. KyivPost, 2019.
5. The doers’ way to victory Архивная копия от 22 октября 2020 на Wayback Machine. KyivPost, 2019.
6. Why Ukraine needs special envoy on energy security. Архивная копия от 10 января 2018 на Wayback Machine KyivPost, 2017.
7. Ukraine makes strides towards energy independence Архивная копия от 27 декабря 2017 на Wayback Machine. Financial Times, 2017.
8. Ukraine makes strides towards energy independence. Архивная копия от 26 декабря 2017 на Wayback Machine KyivPost, 2017.
9. Ukraine’s Diplomatic War for Peace Архивная копия от 4 октября 2017 на Wayback Machine. Atlantic Council, 2017.
10. Why Ukraine is central to Europe’s energy security Архивная копия от 4 октября 2017 на Wayback Machine. World Economic Forum, 2017.
11. Енергостратегія без бачення. Архивная копия от 5 октября 2017 на Wayback Machine Новое время, 2017.
12. Чотири питання до енергетичної стратегії. Архивная копия от 14 октября 2017 на Wayback Machine Українська правда, 2017.
13. In its fight against Putin, Ukraine feels abandoned by the West Архивная копия от 4 октября 2017 на Wayback Machine. CNN, 2017.
14. Why are Ukraine’s borders not secure? Архивная копия от 4 октября 2017 на Wayback Machine The Financial Times, 2017.
15. Ukraine is important, strong and deserves not to be betrayed. Архивная копия от 4 октября 2017 на Wayback Machine Kyiv Post, 2017.
16. Енергетична дипломатія: не дозволити себе обійти. ZN.UA, 2016.
17. Time for Ukraine to Assume Rightful Place in Global Energy Market. Atlantic Council Архивная копия от 4 октября 2017 на Wayback Machine, 2016.
18. Reform of Ukraine’s gas market: a chance to move forward. The Financial Times Архивная копия от 4 октября 2017 на Wayback Machine, 2016.
19. Nord Stream 2: rule of law vs geopolitics Архивная копия от 4 октября 2017 на Wayback Machine. The Financial Times, 2016.
20. Ukraine: turning challenges into opportunities Архивная копия от 11 октября 2017 на Wayback Machine. The European Sting, Brussels, 2014.
21. Tools of asset development: Renewable Energy Projects Архивная копия от 7 июня 2020 на Wayback Machine The European Sting, Brussels, 2013.
22. New European frontiers for renewable energy development Архивная копия от 17 июня 2020 на Wayback Machine The European Sting, Brussels, 2013.
23. Why Is Renewable Energy Such an Attractive Investment Архивная копия от 23 июня 2020 на Wayback Machine The European Sting, Brussels, 2013.
24. ISOLATIONISM IS NO SOLUTION. Ukrainian Business Insight, London, 2012.
25. Место Украины на Всемирном экономическом форуме в Давосе Архивная копия от 5 января 2015 на Wayback Machine. ЮрЛига, Киев, 2012.
26. Время реструктуризации и модернизации: в поисках новых моделей регулирования экономики. Архивная копия от 11 октября 2017 на Wayback Machine ЮрЛига, Киев, 2012.